# بغة جان (مقاطعة دهغلان)
بغة جان (بالفارسية: بگه جان) هي قرية تقع في قسم ايلان الشمالي الريفي (مقاطعة دهغلان) في إيران. يقدر عدد سكانها بـ 530 نسمة بحسب إحصاء 2016.